# Mrčevac
Mrčevac (en serbe cyrillique : Мрчевац) est un village du sud-ouest du Monténégro, dans la municipalité de Tivat.

## Démographie

### Évolution historique de la population
| 1948 | 1953 | 1961 | 1971 | 1981 | 1991  | 2003  |
| ---- | ---- | ---- | ---- | ---- | ----- | ----- |
| 173  | 181  | 255  | 428  | 797  | 1 073 | 1 500 |